# João José Pompeo
João José Pompeo (São Paulo em 2 de março de 1932 — São Paulo em 20 de março de 1991), foi um ator brasileiro de cinema e TV.

## Biografia
Formou-se pela Escola de Arte Dramática (EAD) de São Paulo e estreou na TV Tupi em 1963. Fez muitas novelas, entre elas A Pequena Órfã; O Meu Pé de Laranja Lima; Mulheres de Areia e Éramos Seis. Além da TV Tupi trabalhou também na TV Excelsior e na TV Globo.
Mas foi no teatro que João José Pompeo teve seus melhores e mais premiados momentos como ator em clássicos como O Avarento e Volpone e em textos nacionais como A Dama de Copas e o Rei de Cubas; Rasga Coração; Xandu Quaresma e O Amor do Não.
Foi casado duas vezes e com duas atrizes: a primeira com Ruthinéa de Moraes que lhe deu a filha Silvia Pompeo, também atriz, e a segunda com Maria Vasco.
Ele morreu em 20 de março de 1991, no Hospital Albert Einstein, em São Paulo, vitimado por um câncer na garganta.

## Filmografia

### Televisão
- Veja o Gordo (1989)
- Paiol Velho (1982)
- Avenida Paulista (1982) .... Rodrigo
- Éramos seis (1977) .... Virgulino
- Os Apóstolos de Judas (1976) .... Prudêncio
- Canção para Isabel (1976)
- Ovelha negra (1975) .... Donato
- O Machão (1974) .... Cornélio
- Mulheres de Areia (1973) .... Duarte
- Signo da Esperança (1972)
- O Meu Pé de Laranja Lima (1970)  .... Nicolau
- Mais Forte que o Ódio (1970) .... J.Mariano
- Dez Vidas (1969) .... Vice-Rei
- Sangue do Meu Sangue (1969)
- A Menina do Veleiro Azul (1969)
- Os Estranhos (1969)
- A Pequena Órfã (1968)  .... Nicolau
- O Jardineiro Espanhol (1967)
- O Morro dos Ventos Uivantes (1967) .... Hendley
- Somos Todos Irmãos (1965) .... Antonio
- João Pão (1964) .... Chico
- Gente como a Gente (1963)

### Cinema
- Pixote, a Lei do Mais Fraco (1981) .... Almir
- A Marcha (1972) .... Abolicionista[1]